# Дражево
Дра́жево (болг. Дражево) — село в Ямбольській області Болгарії. Входить до складу общини Тунджа.

## Населення
За даними перепису населення 2011 року у селі проживали 690 осіб.
Національний склад населення села:
| Національність   | Кількість осіб | Відсоток |
| ---------------- | -------------- | -------- |
| болгари          | 488            | 85,2%    |
| цигани           | 84             | 14,7%    |
| турки            | 0              | 0%       |
| Всього відповіли | 573            |          |

Розподіл населення за віком у 2011 році:
Динаміка населення: